# Кубок Хорватии по футболу 2016/2017
Кубок Хорватии по футболу 2016/2017 (хорв. Hrvatski nogometni kup 2016/2017) — 26-й розыгрыш Кубка Хорватии по футболу.

## Предварительный раунд[1]
| Дата       | Хозяева                  | Счёт           | Гости                 |
| ---------- | ------------------------ | -------------- | --------------------- |
| 20 августа | Беловар                  | 1:0            | Марсония              |
| 20 августа | Приморац Биоград-на-Мору | 2:2 (3:5 пен.) | Ялжабет               |
| 23 августа | ХНК Горица               | 1:1 (3:4 пен.) | БСК Биело-Брдо        |
| 23 августа | Новиград                 | 3:1            | Кустошия              |
| 23 августа | Подравац Вирье           | 0:5            | Крк                   |
| 23 августа | Славония Сольяни         | 2:3            | Вараждин              |
| 24 августа | Неретванац               | 4:0            | Сухополе              |
| 24 августа | Солин                    | 4:1            | Загора Унешич         |
| 24 августа | Меджимурье               | 7:0            | Карловац 1919         |
| 24 августа | Рудеш                    | 3:1            | Ориолик               |
| 24 августа | Загорец Крапина          | 0:2            | Вели Врх              |
| 24 августа | Питомача                 | 2:4            | Славия Плетерница     |
| 24 августа | Самобор                  | 3:0            | Меджимурец Прететинец |
| 24 августа | Джяково Кроация          | 0:0 (3:2 пен.) | Копривница            |
| 24 августа | Лекеник                  | 0:4            | Вуковар 1991          |
| 24 августа | Либертас Новска          | 4:1            | Оточац                |

## Первый раунд[2]
| Дата        | Хозяева           | Счёт           | Гости          |
| ----------- | ----------------- | -------------- | -------------- |
| 20 сентября | Вели Врх          | 0:5            | Динамо Загреб  |
| 20 сентября | Крк               | 1:2            | Локомотива     |
| 20 сентября | Самобор           | 1:6 (доп. вр.) | Цибалия        |
| 20 сентября | Меджимурье        | 1:2 (доп. вр.) | Шибеник        |
| 20 сентября | БСК Биело-Брдо    | 2:3            | Интер Запрешич |
| 21 сентября | Ялжабет           | 0:6            | Хайдук Сплит   |
| 21 сентября | Джяково Кроация   | 0:3            | Риека          |
| 21 сентября | Вараждин          | 2:2 (2:4 пен.) | Славен Белупо  |
| 21 сентября | Вуковар 1991      | 1:4            | Осиек          |
| 21 сентября | Славия Плетерница | 1:2            | Сплит          |
| 21 сентября | Неретванац        | 1:3            | Истра 1961     |
| 21 сентября | Беловар           | 4:0            | Загреб         |
| 21 сентября | Солин             | 1:0            | Задар          |
| 21 сентября | Либертас Новска   | 2:5            | Виноградар     |
| 21 сентября | Рудеш             | 3:0            | ГОШК Дубровник |
| 21 сентября | Новиград          | 4:0            | Зелина         |

## Второй раунд[3]
| Дата       | Хозяева        | Счёт           | Гости         |
| ---------- | -------------- | -------------- | ------------- |
| 25 октября | Беловар        | 1:2            | Динамо Загреб |
| 25 октября | Истра 1961     | 1:3 (доп. вр.) | Сплит         |
| 25 октября | Новиград       | 0:1            | Славен Белупо |
| 26 октября | Солин          | 1:2            | Хайдук Сплит  |
| 26 октября | Рудеш          | 3:5 (доп. вр.) | Риека         |
| 26 октября | Шибеник        | 1:2            | Осиек         |
| 26 октября | Виноградар     | 1:2            | Локомотива    |
| 26 октября | Интер Запрешич | 1:0            | Цибалия       |

## 1/4 финала
Quarter-final consisted of four single-legged ties and included 8 winners from the second round. The pairings were determined by cup coefficients. The matches were played on 30 November 2016.
| Дата      | Хозяева        | Счёт           | Гости         |
| --------- | -------------- | -------------- | ------------- |
| 29 ноября | Локомотива     | 1:3            | Риека         |
| 30 ноября | Интер Запрешич | 0:1            | Динамо Загреб |
| 30 ноября | Сплит          | 2:1 (доп. вр.) | Хайдук Сплит  |
| 30 ноября | Осиек          | 1:0            | Славен Белупо |

* Match played on 29 November.

## 1/2 финала

### Первые матчи
| Динамо Загреб                                 | 6:0           | Сплит |
| --------------------------------------------- | ------------- | ----- |
| Чорич 26′ 78′ · Ходжич 37′ 51′ 66′ 81′ (пен.) | отчёт (хорв.) |       |

| Риека                 | 3:1           | Осиек                |
| --------------------- | ------------- | -------------------- |
| Гавранович 9′ 23′ 71′ | отчёт (хорв.) | Perošević 75′ (пен.) |

### Ответные матчи
| Сплит | 0:0           | Динамо Загреб |
| ----- | ------------- | ------------- |
|       | отчёт (хорв.) |               |

| Осиек | 0:2           | Риека                               |
| ----- | ------------- | ----------------------------------- |
|       | отчёт (хорв.) | Шкорич 52′ (авт.) · Андрияшевич 57′ |

## Финал
| Динамо Загреб | 1:3   | Риека                            |
| ------------- | ----- | -------------------------------- |
| Ольмо 37′     | отчёт | Гавранович 24′ 46′ · Жупарич 73′ |

## Бомбардиры
| Место | Игрок            | Клуб  | Голы |
| ----- | ---------------- | ----- | ---- |
| 1     | Марио Гавранович | Риека | 7    |